# Isopeda deianira
Isopeda deianira är en spindelart som först beskrevs av Tord Tamerlan Teodor Thorell 1881.  Isopeda deianira ingår i släktet Isopeda och familjen jättekrabbspindlar. Inga underarter finns listade i Catalogue of Life.